# 世界鉄道の旅
世界鉄道の旅（RAIL AWAY、せかいてつどうのたび）は、オランダで製作された鉄道番組である。
世界各国の鉄道について、車両、車窓風景を紹介する。主に独立UHF局の一部を始めとするテレビ局で、放送番組センターから配給を受けて放送された。

## 放送内容
1カ国につき複数本の番組が製作される場合もある。（「」内は放送時の副題）
- 英国 - 「鉄道の歴史をたずねて」、「ロイヤル・スコッツマン号」、「歴史の街を行く」
- アイルランド - 「ラジオトレイン」、「交通博物館のある街」
- オランダ - 「運河の街をゆく」、「ビーチ・エクスプレス」
- ルーマニア - 「歴史とロマンと」、「教会とフレスコ画」
- スイス - 「ウィリアム・テル特急」、「アルプスの鉄道」、「蒸気機関車 山間を行く」、「大パノラマと高架橋」
- ハンガリー - 「ドナウに抱かれて」、「歴史遺産と文化財」
- ノルウェー - 「雪と氷と」、「芸術の都」
- ポルトガル - 「ワイナリーを求めて」、「ポートワインのふるさと」
- オーストリア - 「音楽の都とインターシティ」
- フランス - 「地中海の光　輝いて」、「プロバンスのリゾート鉄道」
- ドイツ - 「インターシティとライン河」、「古代遺跡と古き街並み」
- スウェーデン - 「超特急X2000」
- デンマーク・スウェーデン - 「海を渡る鉄道」
- ギリシャ - 「古代遺跡の旅」
- イスラエル - 「神聖な歴史を訪ねて」、「中東のモダン列車」
- チュニジア - 「地中海の町をめぐる」、「砂漠とオアシスと」
- 南アフリカ - 「乾燥の大地を行く」
- ナミビア - 「アフリカの寝台特急」、「アフリカの砂漠を行く」
- ジンバブエ - 「アフリカ 大自然の神秘」、「豪華列車 アフリカ南部の旅」
- ベトナム - 「平和の象徴 統一鉄道」、「古都と王宮」
- 中国 - 「大陸縦断鉄道」、「大都市と現代化の息吹」
- オーストラリア - 「ケーブルカーとジグザグ鉄道」、「海岸線を行く」
- ニュージーランド - 「山岳地帯と渓谷鉄道」、「海岸線を駆ける」
- キューバ - 「葉巻の香り豊かに」
- 米国 - 「坂の街のケーブルカー」、「ハリウッドの鉄道」、「グランド・キャニオン鉄道」、「歯車式鉄道とロッキー山脈」、「西部劇の舞台をゆく」
- カナダ - 「開拓時代の香り」
- ペルー - 「高原を駆ける」、「霧の空中都市」
- エクアドル - 「アンデスとインカ文化」
- メキシコ - 「大渓谷を行く」、「チワワ太平洋鉄道」

## スタッフ
- ナレーター：津田英三
- 制作：EO International、Meskers Media Affairs B.V.（オランダ）

## DVD
- 世界鉄道の旅 第1シリーズ プレミアムBOX（Vol.1 - Vol.4、BOX特典解説書）
- 世界鉄道の旅 第1シリーズ Vol.1 欧州編I
- 世界鉄道の旅 第1シリーズ Vol.2 欧州・ロシア編
- 世界鉄道の旅 第1シリーズ Vol.3 オセアニア編
- 世界鉄道の旅 第1シリーズ Vol.4 中南米・アフリカ編
- 世界鉄道の旅 第2シリーズ プレミアムBOX（Vol.5 - Vol.8、BOX特典解説書）
- 世界鉄道の旅 第2シリーズ Vol.5 欧州編Ⅱ
- 世界鉄道の旅 第2シリーズ Vol.6 欧州・北アフリカ編
- 世界鉄道の旅 第2シリーズ Vol.7 北米編
- 世界鉄道の旅 第2シリーズ Vol.8 中近東・アジア編

制作
- 企画協力：MICO 株式会社メディア・コーポレーション
- 発行：NHKエンタープライズ
- 販売元：株式会社BMG JAPAN

## 参考
- Category:各国の鉄道
- en:Category:Rail transport by country（英語）